# محطة أفينيو فوش
محطة أفينيو فوش (بالفرنسية: Gare de l'avenue Foch) هي محطة في نظام سكك حديد الضواحي السريع في باريس. تقع في الدائرة السادسة عشرة في باريس.